# Hédi Hamoudia
Hédi Hamoudia, né le 23 avril 1935 à Tunis et mort le 12 mars 2021, est un footballeur tunisien.
Il évolue durant toute sa carrière au poste d'attaquant au sein du Club africain.

## Carrière
- 1946-1963 : Club africain (Tunisie)[2]

## Palmarès
- Championnat de Tunisie : 1947, 1948